# 遥か群衆を離れて (1967年の映画)
『遥か群衆を離れて』（はるかぐんしゅうをはなれて、Far from the Madding Crowd）は、1967年のイギリス・アメリカ合衆国のドラマ映画。監督はジョン・シュレシンジャー、出演はジュリー・クリスティとテレンス・スタンプなど。原作はトマス・ハーディーの同名小説。
アカデミー作曲賞にノミネートされている。
日本語タイトルとしては『遙か群衆を離れて』と表記されることもある。

## ストーリー
19世紀、ヴィクトリア朝時代のイングランド西部の田舎に住む農家の娘バスシバ・エバディーン（ジュリー・クリスティ）は容姿に優れ、頭の良い、独立心に富んだ女性である。彼女は近所の羊飼いガブリエル・オーク（アラン・ベイツ）から求婚されるが、物足りないと断ってしまう。叔父から大きな農場を相続したバスシバは慣習に反して自ら農場を経営しようと試みる。
牧羊犬の事故によって全財産である羊をすべて失ったガブリエルは偶然バスシバの農場に雇われることになる。ガブリエルの助けで経営が軌道にのったバスシバは、暇つぶしの悪戯に近隣の裕福な地主ウィリアム・ボールドウッド（ピーター・フィンチ）に恋を仄めかすヴァレンタインカードを送る。これを本気に受け取ったボールドウッドはバスシバに夢中になり、結婚を申し込むが、困惑するバスシバは返事をはぐらかす。そのころ町に駐屯していた騎兵部隊の士官フランク・トロイ（テレンス・スタンプ）は遊び好きで派手な男だったが、妊娠させたファニーとの結婚を決める。しかし、彼女が教会を間違えて結婚式に間に合わなかったため、トロイは侮辱されたと感じて彼女を打ち捨てる。バスシバはトロイに夢中になり、結婚する。トロイは農場の金を闘鶏に使い込んで夫婦の仲はうまくいかなくなる。自分が捨てたファニーが極貧の中で出産時に死亡したと知ったトロイは後悔に苛まれてバスシバの元を去り、海に身を投じる。
バスシバへの愛を捨て切れないボールドウッドは結婚を申し込み、バスシバは逡巡の末にトロイが法的に死んだと宣告される6年後まで待って欲しいと返事をする。2人の婚約を発表する場としてボールドウッドが開いたパーティーに、トロイが突然現れる。激怒したボールドウッドはトロイを射殺し、牢獄に送られる。トロイを埋葬したバスシバにガブリエルはアメリカに渡って人生をやり直すつもりだと告げる。これまでガブリエルが与えてくれていた無償の献身をようやく自覚したバスシバは、ガブリエルに農場に残って欲しいと懇願し、ガブリエルが提示した唯一の条件である結婚を受け入れる。

## キャスト
| 役名                       | 俳優                       | 日本語吹替                                 |
| 役名                       | 俳優                       | NET版                                      |
| -------------------------- | -------------------------- | ------------------------------------------ |
| バスシバ・エバディーン     | ジュリー・クリスティ       | 鈴木弘子                                   |
| フランク・トロイ           | テレンス・スタンプ         | 山田康雄                                   |
| ウィリアム・ボールドウッド | ピーター・フィンチ         | 羽佐間道夫                                 |
| ガブリエル・オーク         | アラン・ベイツ             | 内海賢二                                   |
| リディ                     | フィオナ・ウォーカー       |                                            |
| ファニー・ロビン           | プルネラ・ランサム         |                                            |
| ハースト夫人               | アリソン・レガット         |                                            |
| ヘンリー・フレイ           | ポール・ドーキンス         |                                            |
| ジャン・コガン             | ジュリアン・サマーズ       |                                            |
| ジョセフ・ポーグラス       | ジョン・バレット           |                                            |
| ケイディ・ボール           | フレディ・ジョーンズ       |                                            |
| アンドリュー・ランドル     | アンドリュー・ロバートソン |                                            |
| マシュー・ムーン           | ブライアン・ローリンソン   |                                            |
| 不明 その他                | N/A                        | 田中康郎 北村弘一 藤本譲 上田敏也 清川元夢 |
| 日本語スタッフ             |                            |                                            |
| 演出                       |                            |                                            |
| 翻訳                       |                            |                                            |
| 効果                       |                            |                                            |
| 調整                       |                            |                                            |
| 制作                       |                            |                                            |
| 解説                       | 解説                       | 淀川長治                                   |
| 初回放送                   | 初回放送                   | 1975年3月2日 『日曜洋画劇場』              |

## 製作
映画はドーセット州およびウィルトシャー州で撮影された。トロイがバスシバの前で剣舞を見せる有名なシーンはドーセットのMaiden Castleで撮影された。

## 作品の評価

### 映画批評家によるレビュー
映画評論家のロジャー・イーバートはアラン・ベイツとテレンス・スタンプの演技を高く評価する一方、ジュリー・クリスティの演技を「あまりにも甘くて表面的」とし、映画自体も同様であると結論づけている。
Rotten Tomatoesによれば、28件の評論のうち高評価は64%にあたる18件で、平均点は10点満点中7.8点となっている。
Metacriticによれば、4件の評論のうち、高評価は2件、賛否混在は2件、低評価はなく、平均点は100点満点中55点となっている。

### 受賞歴
受賞
- ナショナル・ボード・オブ・レビュー賞 作品賞
- ナショナル・ボード・オブ・レビュー賞 男優賞 - ピーター・フィンチ

ノミネート
- アカデミー作曲賞
- ゴールデングローブ賞 作品賞 (ドラマ部門)
- ゴールデングローブ賞 主演男優賞 (ドラマ部門) - アラン・ベイツ
- ゴールデングローブ賞 助演女優賞 - プルネラ・ランサム
- 英国アカデミー賞 撮影賞
- 英国アカデミー賞 衣裳デザイン賞（英語版）